# Vigarano Mainarda
Vigarano Mainarda é uma comuna italiana da região da Emília-Romanha, província de Ferrara, com cerca de 6.589 habitantes. Estende-se por uma área de 42 km², tendo uma densidade populacional de 157 hab/km². Faz fronteira com Bondeno, Ferrara, Mirabello, Poggio Renatico.
Pertence à rede das Cidades Cittaslow.

## Demografia
| Variação demográfica do município entre 1861 e 2011                               |
|                                                                                   |
| Fonte: Istituto Nazionale di Statistica (ISTAT) - Elaboração gráfica da Wikipedia |